# Kalanchoe ambolensis
Kalanchoe ambolensis ist eine Pflanzenart der Gattung Kalanchoe in der Familie der Dickblattgewächse (Crassulaceae).

## Beschreibung

### Vegetative Merkmale
Kalanchoe ambolensis ist eine ausdauernde, vollständig kahle Pflanze, die Wuchshöhen von 50 bis 80 Zentimeter erreicht. Ihre aufrechten Triebe sind an ihrer Basis verholzt. Die aufsteigenden, fleischigen Zweige sind glauk, die fleischigen Laubblätter gestielt. Der basal verbreiterte, stängelumfassende Blattstiel ist 5 bis 7 Zentimeter lang. Die längliche Blattspreite ist 10 bis 15 Zentimeter lang und 3 bis 6 Zentimeter breit. Ihre Spitze ist stumpf. Der Blattrand ist unregelmäßig gezähnt-gekerbt. Die Basis ist gerundet schildförmig oder dreigeteilt mit stumpfen, winzig gekerbten Lappen von 2 bis 6 Zentimeter Länge und 1 bis 2 Zentimeter Breite.

### Generative Merkmale
Der Blütenstand besteht aus ebensträußigen Zymen mit einer Höhe von 10 bis 15 Zentimeter und trägt Brutknospen. Die hängenden Blüten stehen an 10 bis 20 Millimeter langen Blütenstielen. Der purpurn punktierte Kelch ist glockenförmig und die Kelchröhre etwa 2 Millimeter lang. Die lanzettlich-dreieckigen, stark zugespitzten Kelchzipfel sind 5 bis 6 Millimeter lang und 3 bis 4 Millimeter breit. Die fleischige, rote Blütenkrone ist purpurn gestreift. Die schmale, zur Basis hin etwas vierkantige Kronröhre etwa 9 Millimeter lang. Ihre länglichen, stumpfen Kronzipfel weisen eine Länge von etwa 5 Millimeter auf und sind 4 Millimeter breit. Die Staubblätter sind im unteren Viertel der Kronröhre angeheftet. Die oberen Staubblätter ragen leicht aus der Blüte heraus. Die fast dreieckigen Staubbeutel sind etwa 1,2 Millimeter lang. Die rechteckigen bis fast quadratischen Nektarschüppchen weisen eine Länge von etwa 1 Millimeter auf. Das Fruchtblatt weist eine Länge von etwa 5 Millimeter auf. Der Griffel ist 6 bis 7 Millimeter lang.

## Systematik und Verbreitung
Kalanchoe ambolensis ist im Südosten von Madagaskar auf Felsen in Wäldern in Höhen von 700 Metern verbreitet.
Die Erstbeschreibung durch Jean-Henri Humbert wurde 1833 veröffentlicht.

## Nachweise